# Национални парк Кеоладео
Национални парк Кеоладео или Кеоладео Гана је национални парк у покрајини Баратпур, индијске државе Раџастан, који је славан као природни резерват птица, нарочито селица као што је сибирски бели ждрал (Grus leucogeranus) који овдје проводи зиму. Кеоладео је умјетно мочварно подручје (под заштитом Рамсарске конвенције) које штити Баратпур од честих поплава, те чини место испаше за бројну локалну стоку, а пре и познато ловачко подручје. Најближи град му је Агра у индијској држави Утар Прадеш, а чини га мозаик ливада, шума и шумовитих мочвара.
Национални парк Кеоладео има површину од од 29 км² и уписан је 1985. године на УНЕСКО-в Списак места Светске баштине у Азији и Аустралазији као једно великих уточишта дивљих животиња средишње Азије. Свеукупно у парку постоји 379 врста биљака, 366 врста птица (од којих 230 стално борави у парку), 50 врста риба, 13 врста змија, 5 врста гуштера, 7 врста даждевњака, 7 врста корњача и бројни други кичмењаци. Како су велики грабљивица попут леопарда истребљени до 1964. године, од сисара ту успешно живе леопард мачка, мочварна мачка, азијска цибетка, мачка риболовац, бенгалска лисица, шакал, пругаста хијена, сиви мунгос, Lutrogale perspicillata, индијски дикобраз, индијски зец, као и примати резус макаки и сакати мајмуни. 
Као резерват птица он је најбогатији на свету, што због великог броја локалних и птица селица, али и великог броја ретких птица. Национални парк Кеоладео је због тога и велико туристичко место за многе орнитологе који га посећују у зимско време. Од птица селица парк посећују рода, чапља, ждралови, корморани и Анхинге, те многе врсте патака као што су патка крекетаљка, патка берија, крунаста патка, и друге угрожене врсте које га ретко посећују су пегава патка, шареноглава патка, Баерова патка, мала прутка, суп старешина и далматински пеликан. Од станарица ту се гнезде пчеларица, јаребица, препелица и кљунорошци, и птице грабљивице као што су: сиви соко, орао рибар, качар, Orao krstaš, 
- Предео Кеоладеа
- Самбари у Кеоладеу
- Прстеноглаве гуске у Кеоладеу
- Сарус ждралови
- Велики пегави орао